# La Côte-Saint-André
La Côte-Saint-André település Franciaországban, Isère megyében. Lakosainak száma 4793 fő (2022. január 1.). La Côte-Saint-André Saint-Siméon-de-Bressieux, Sardieu, Gillonnay, Mottier, Porte-des-Bonnevaux és Ornacieux-Balbins községekkel határos.

## Népesség
A település népességének változása:
| Lakosok száma | 3522 | 3857 | 3966 | 4653 | 4788 | 4745 | 4811 | 4829 | 4817 | 4793 |
|               | 1968 | 1982 | 1990 | 2006 | 2013 | 2015 | 2017 | 2019 | 2020 | 2022 |